# Isola di Windward
L'isola di Windward (in russo Остров Уиндворд, ostrov Uindvord) è un'isola russa che fa parte dell'arcipelago della Terra di Francesco Giuseppe, nell'Oceano Artico. Amministrativamente fa parte dell'oblast' di Arcangelo.
L'isola ha preso il nome della nave di Frederick George Jackson, la Winward, della spedizione Jackson-Harmsworth.

## Geografia
L'isola di Windward si trova nella parte occidentale dell'arcipelago, 1,5 km al largo della costa sud-orientale dell'isola di Bruce. A sud-est, al di là del canale di Mayers si trova l'isola di Northbrook. L'isola di Windward ha una forma ovale di circa 1,7 km di lunghezza per 800 m di larghezza; il suo punto più alto è di 82 m s.l.m.